# Onyx River
Der Onyx River ist mit rund 30 km der längste Fluss auf dem antarktischen Kontinent.

## Geographie
Der Onyx River ist ein Schmelzwasserfluss, der vom Lake Brownworth gespeist wird. Dieser befindet sich am Unteren Wright-Gletscher und nimmt dessen Schmelzwasser auf. Der Onyx River ändert seine Flussrichtung durch das Wright Valley, eines der Antarktischen Trockentäler (Dry Valleys) in Victorialand, von anfangs westlich über südwestlich bis zum Schluss westlich und durchströmt, kurz bevor er in den Lake Vanda mündet, zwei kleine Seen, von denen der westlichere als Lake Bull bezeichnet wird.
Der Onyx River besitzt mehrere Zuflüsse und fließt nur während des späten antarktischen Sommers (Februar, März). In der übrigen Zeit ist der Verlauf des Flusses als bloßes Eisband sichtbar. Der Wasserstand ist im Wechsel der Jahre starken Schwankungen unterworfen, in manchen Jahren erreicht der Fluss den Vandasee nicht.

## Flora und Fauna
Im Onyx River leben keine Fische, sondern nur tierische und pflanzliche Mikroorganismen.